# Ascensionfregatvogel
De ascensionfregatvogel (Fregata aquila) is een vogel uit de familie van de fregatvogels (Fregatidae). De wetenschappelijke naam van de soort werd in 1758 als Pelecanus aquilus gepubliceerd door Carl Linnaeus. De naam 'aquilus' (Latijn voor 'zwartachtig', 'donker van kleur') nam hij over van Pehr Osbeck, die de vogels op de terugweg van zijn reis naar Kanton had gezien. Het is een kwetsbare vogelsoort die alleen bij het eiland Ascension broedt.

## Veldkenmerken
De ascensionfregatvogel is gemiddeld 97 cm lang, met een spanwijdte van 165 cm. Mannetjes zijn zwart van boven en hebben een rode keelzak. Volwassen vrouwtjes zijn ook helemaal zwart en daarmee de enige fregatvogels met dit kenmerk. Verder zijn de poten rood en de snavel van volwassen vogels is donker.

## Verspreiding, leefgebied en foerageergedrag
De ascensionfregatvogel broedt op Boatswainbird Islet, een klein rotseiland ten oosten van het eiland Ascension dat 250 m uit de kust van het eiland ligt. Er zijn daar vier kolonies gelegen op rotsrichels. In de 19de eeuw broedde de vogel ook op het grote eiland, daarna nam het aantal snel af.
De vogel onderneemt zwerftochten in het zeegebied van de Atlantische Oceaan en is meer een predator van aan het zee-oppervlak voorkomende zeedieren zoals vliegende vissen en jonge soepschildpadden (Chelonia mydas) dan een kleptoparasiet.

## Status
In 1996 werd de vogel als ernstig bedreigd op de Rode Lijst van de IUCN gezet. In 1997 werd het aantal geschat tussen de 5 en 10-duizend. In 2000 werd ontdekt dat de ascensionfregatvogel veel minder sterk bedreigd was en kreeg hij de status kwetsbaar op de Rode Lijst. In 2015 is een nieuwe beoordeling gemaakt maar deze is gebaseerd op tellingen uit 2001/02, met de aantekening dat er geen gegevens zijn over trends in aantallen. Het aantal werd geschat op 17 tot 21 duizend volwassen vogels.

Het eiland Ascension met rechts het kleine eilandje Boatswainbird Islet